# Organi della cattedrale di Santa Maria Assunta a Parma
Gli organi della cattedrale di Santa Maria Assunta a Parma sono tre:
- l'organo maggiore, ricostruzione della ditta Mascioni (opus 1152, anno 2001) di uno strumento Serassi del 1787;
- l'organo corale, costruito dalla ditta Mascioni nel 1942 (opus 566), situato nell'abside e nucleo iniziale di un più grande strumento mai realizzato;
- l'organo della cripta, costruito da Gaetano Cavalli nel 1895.

## Storia

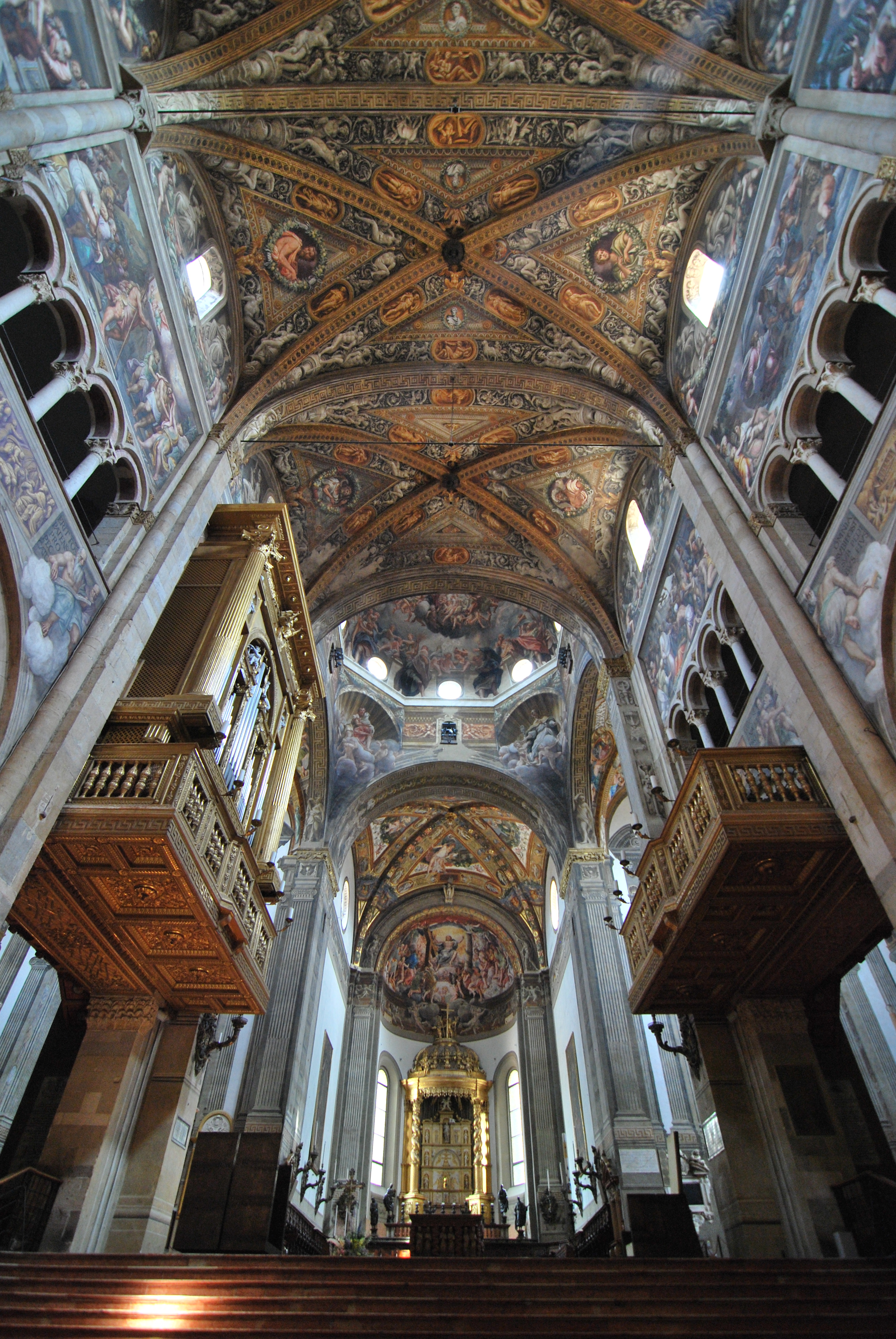
Interno della cattedrale con le due cantorie rinascimentali: quella di sinistra con l'organo a canne, quella di destra per i cantori.

La prima volta che viene menzionato un organo a canne all'interno della cattedrale di Santa Maria Assunta è in un documento del XV secolo in merito all'allora organista, Simone da Verona.
Nel 1480, su incarico del vescovo di Parma Sagramoro Sagramori, viene costruito un nuovo strumento in sostituzione del precedente dagli organari Andrea da Rimini e Pellegrino, suo figlio.
Nel 1502, venne contattato l'organaro cremonese Ambrogio Dell'Alpa per costruire un nuovo strumento, che però non venne mai realizzato.
Nel 1555 venne interpellato, per lo stesso motivo, il bresciano Giovan Giacomo Antegnati, che costruì il nuovo organo in due anni che, dopo un breve periodo iniziale in cui stava nel transetto, venne posto sulla parete sinistra della settima campata della navata centrale, entro la cassa appositamente progettata da Girolamo Bedoli-Mazzola.
Nel 1587 l'Organista Claudio Merulo prese servizio nel duomo sotto la corte di Ranuccio I Farnese e successivamente, dal 1591,anche nella Basilica di S.Maria della Steccata.
Nei secoli seguenti, l'organo venne più volte rimaneggiato.
Nel 1786, il capitolo diede l'incarico ai Fratelli Serassi di costruire un nuovo strumento riutilizzando la cassa antica. L'organo nuovo venne terminato l'estate dell'anno successivo e solennemente inaugurato il 15 agosto. Nel 1787, gli stessi organari vennero incaricati di restaurare ed adeguare ai canoni organistici dell'epoca l'organo della cripta, costruito nel 1606 da Michelangelo Rangoni ed in seguito più volte modificato. Lo strumento venne poi smantellato nel 1802 dopo il furto di tutte le sue canne.
L'organo Serassi della navata rimase inalterato e, nel 1942, venne smantellato credendo che, sotto la sua cassa, si celassero degli affreschi, credenza che in seguito si rivelò errata. Venne quindi incaricata la ditta organaria Mascioni di costruire un nuovo organo da collocarsi in più corpi ai lati del coro, entro due grandi nicchie contrapposte, e sotto il pavimento della cattedra, nell'abside. Il progetto originario contemplava un grande organo a cinque tastiere, che però non venne realizzato: lo strumento venne limitato a due tastiere ed interamente collocato sotto la cattedra. Alla fine degli anni novanta del XX secolo, vennero murate le due nicchie ai lati del coro, rimaste vuote.
Nel 1999, è stata interpellata la ditta Mascioni per la ricostruzione dell'organo Serassi, riutilizzando il materiale superstite, tra cui alcune canne e la cassa, appositamente restaurata e ricostruita. Lo strumento è stato costruito nel 2001 ed inaugurato lo stesso anno.

## Organo maggiore

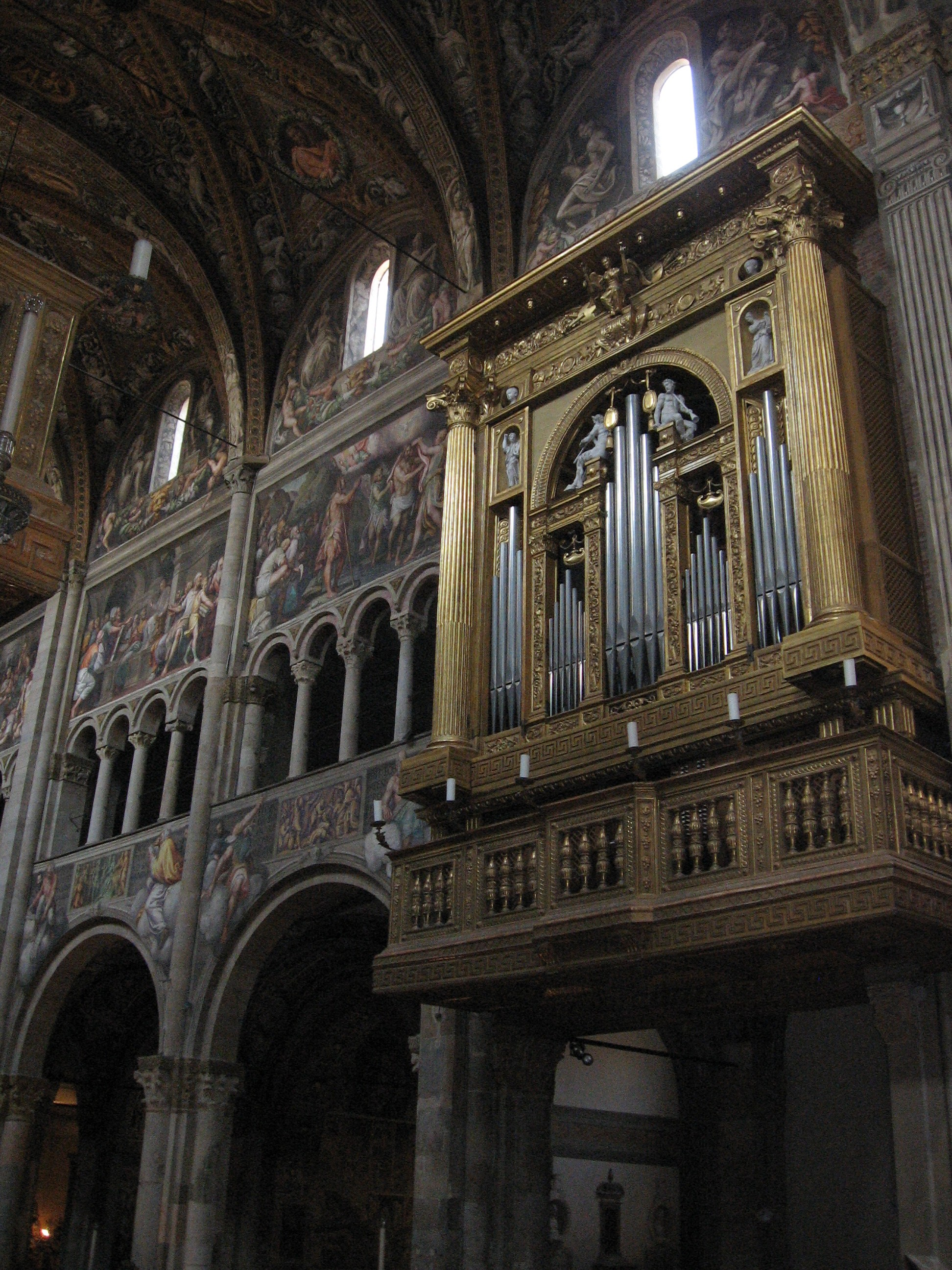
L'organo maggiore.

Sulla parete sinistra dell'ultima campata della navata centrale, sopra l'apposita cantoria, si trova l'organo a canne Mascioni opus 1152, ricostruzione dell'organo Serassi del 1787.
Esso è racchiuso entro la cassa rinascimentale progettata da Girolamo Bedoli-Mazzola, con prospetto a cinque campi, ognuno con una cuspide di canne di principale con bocche a mitria allineate.
Lo strumento è a trasmissione integralmente meccanica, con consolle a finestra avente due tastiere (la prima Grand'Organo, la seconda Organo Eco) di 59 note ciascuna, con prima ottava scavezza, e pedaliera a leggio di 17 note, anch'essa con prima ottava scavezza.
Di seguito, la disposizione fonica dello strumento in base alla posizione delle manette dei vari registri nelle due colonne della registriera:
| I - Grand'Organo Concerto |            |
| Cornetto I                | Soprani    |
| Cornetto II               | Soprani    |
| Fagotto                   | 8' Bassi   |
| Tromba                    | 8' Soprani |
| Viola                     | Bassi      |
| Flutta                    | 8' Soprani |
| Flauto in VIII            | 4' Bassi   |
| Flauto in VIII            | 4' Soprani |
| Flauto in XII             | 2.2/3'     |
| Voce umana                | 8' Soprani |
| Sexque altera             | 2 file     |

| Pedale                   |         |
| Contrabbassi e ottave    | 24'+12' |
| Timballi in tutti i toni |         |

| I - Grand'Organo Ripieno |             |
| Principale               | 16' Bassi   |
| Principale               | 16' Soprani |
| Principale I             | 8' Bassi    |
| Principale I             | 8' Soprani  |
| Principale II            | 8' Bassi    |
| Principale II            | 8' Soprani  |
| Ottava                   | 4' Bassi    |
| Ottava                   | 4' Soprani  |
| Ottava II                | 4'          |
| XII                      | 2.2/3'      |
| XV                       | 2'          |
| XIX                      | 1.1/3'      |
| XXII                     | 1'          |
| XXVI-XXIX                | 2/3'        |
| XXVI-XXIX                | 2/3'        |
| XXXIII-XXXVI             | 1/3'        |
| XXXIII-XXXVI             | 1/3'        |
| XXXVI-XL                 | 1/4'        |

| II - Eco Concerto |            |
| Sesquialtera      |            |
| Flauto in VIII    | 4'         |
| Cornetto          | 3 file     |
| Cromorno          | 8' Bassi   |
| Cromorno          | 8' Soprani |

| II - Eco Ripieno |            |
| Principale       | 8' Bassi   |
| Principale       | 8' Soprani |
| Ottava           | 4'         |
| Decimaquinta     | 2'         |
| Decimanona       | 1.1/3'     |
| Vigesimaseconda  | 1'         |
| Vigesimasesta    | 2/3'       |
| Vigesimanona     | 1/2'       |

## Organo corale

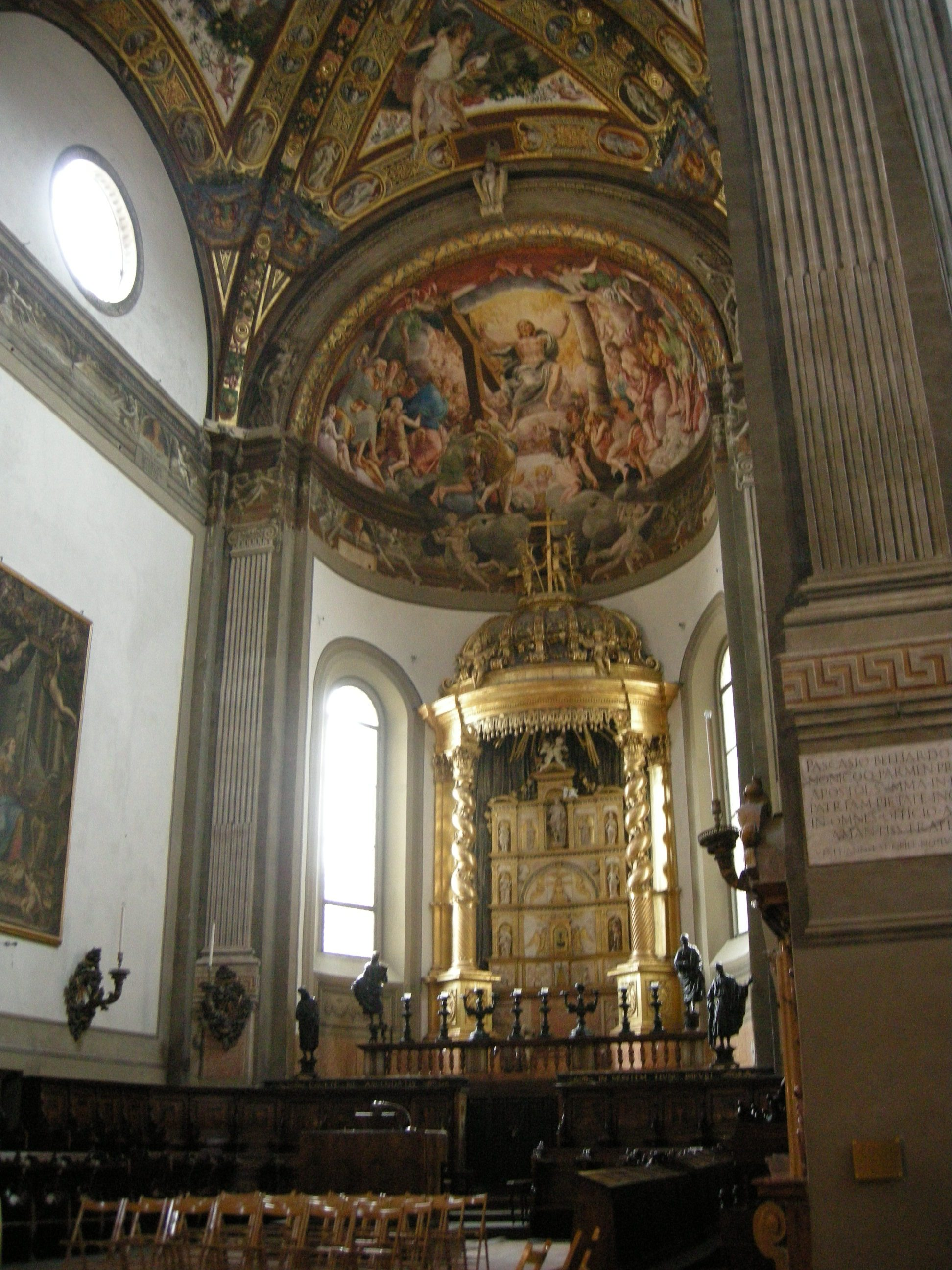
L'abside: al di sotto del ciborio, si trovano le canne dell'organo corale.

Sotto l'antica cattedra vescovile, nell'abside, completamente entro cassa espressiva, si trova l'organo a canne Mascioni opus 566, costruito nel 1942.
Lo strumento è a trasmissione elettrica e la sua consolle, indipendente, si trova nel coro, ed ha due tastiere di 61 note ciascuna ed una pedaliera concavo-radiale di 32 note.
La disposizione fonica dell'organo è la seguente:
| I - Grand'Organo |        |
| Bordone          | 16'    |
| Principale       | 8'     |
| Flauto a camino  | 8'     |
| Dolce            | 8'     |
| Ottava           | 4'     |
| Decimaquinta     | 2'     |
| Ripieno          | 4 file |
| Tromba           | 8'     |

| II - Espressivo |           |
| Flauto cavo     | 8'        |
| Gamba           | 8'        |
| Flauto armonico | 4'        |
| Nazardo         | 2.2/3'    |
| Silvestre       | 2'        |
| Decimino        | 1.3/5'    |
| Cornetto        | combinato |
| Unda maris      | 8'        |
| Cromorno        | 8'        |
| Tremolo         |           |

| Pedale        |     |
| Basso violone | 16' |
| Subbasso      | 16' |
| Principale    | 8'  |
| Bordoncino    | 8'  |
| Flauto        | 4'  |

## Organo della cripta

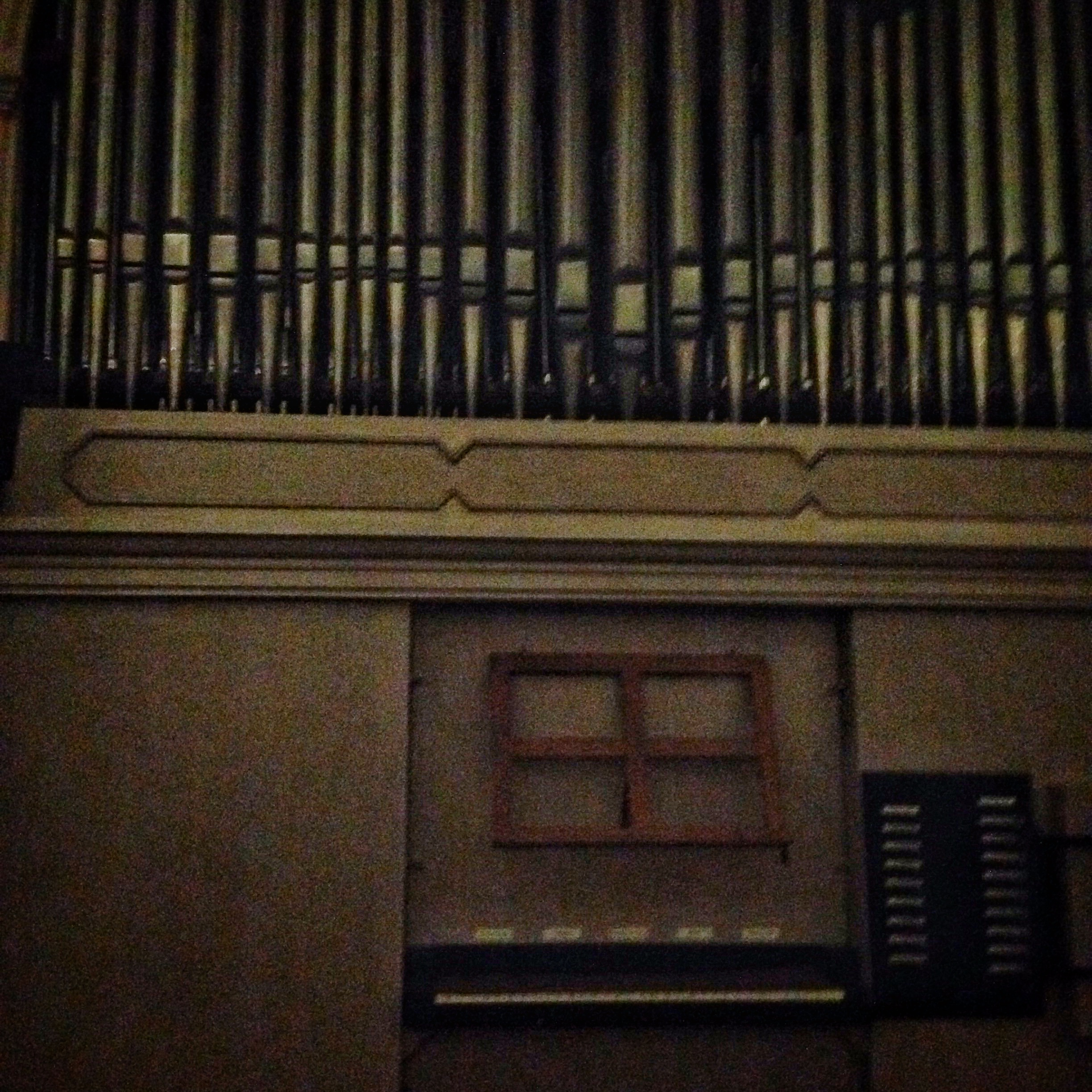
Particolare della facciata e della consolle dell'organo della cripta

Nella cripta, sotto il braccio sinistro del transetto, si trova un organo a canne. Questo venne costruito nel 1895 dal lodigiano Gaetano Cavalli per il santuario della Madonna delle Grazie a Berceto e trasferito nella cripta della cattedrale di Parma alla fine degli anni ottanta del XX secolo e, in tale occasione, modificato; nel 2007 è stato riportato alle sue caratteristiche originarie dalla ditta organaria albignaseghese Michelotto.
Lo strumento è a trasmissione integralmente meccanica, con consolle a finestra avente un'unica tastiera di 56 note con prima ottava cromatica estesa e pedaliera dritta di 24 note.
Di seguito, la disposizione fonica dell'organo in base alla posizione delle manette dei registri nelle due colonne della registriera:
| Colonna di sinistra - Concerto |            |
| Fagotto                        | 8' Bassi   |
| Trombe                         | 8'Soprani  |
| Flauto                         | 8' Bassi   |
| Ottavino                       | 2' Soprani |
| Violino                        | 8' Soprani |
| Viola                          | 4' Bassi   |
| Viola                          | 4' Soprani |
| Dolciana                       | 4' Bassi   |
| Dolciana                       | 4' Soprani |

| Colonna di destra - Ripieno |                    |
| Voce umana                  | 8' Soprani         |
| Principale                  | 8' Bassi           |
| Principale                  | 8' Soprani         |
| Ottava                      | 4' Bassi           |
| Ottava                      | 4' Soprani         |
| Quintadecima                | 2' Bassi           |
| Quintadecima                | 2' Soprani         |
| Due di ripieno              |                    |
| Tre di ripieno              |                    |
| Contrabbassi e ottave       | 16'+8' (al Pedale) |